# Melo (Córdoba)
Melo es una localidad situada en el departamento Presidente Roque Sáenz Peña, Córdoba, Argentina.
Se encuentra situada sobre la ruta provincial 4. Dista de la Ciudad de Córdoba en 380 km.

## Historia

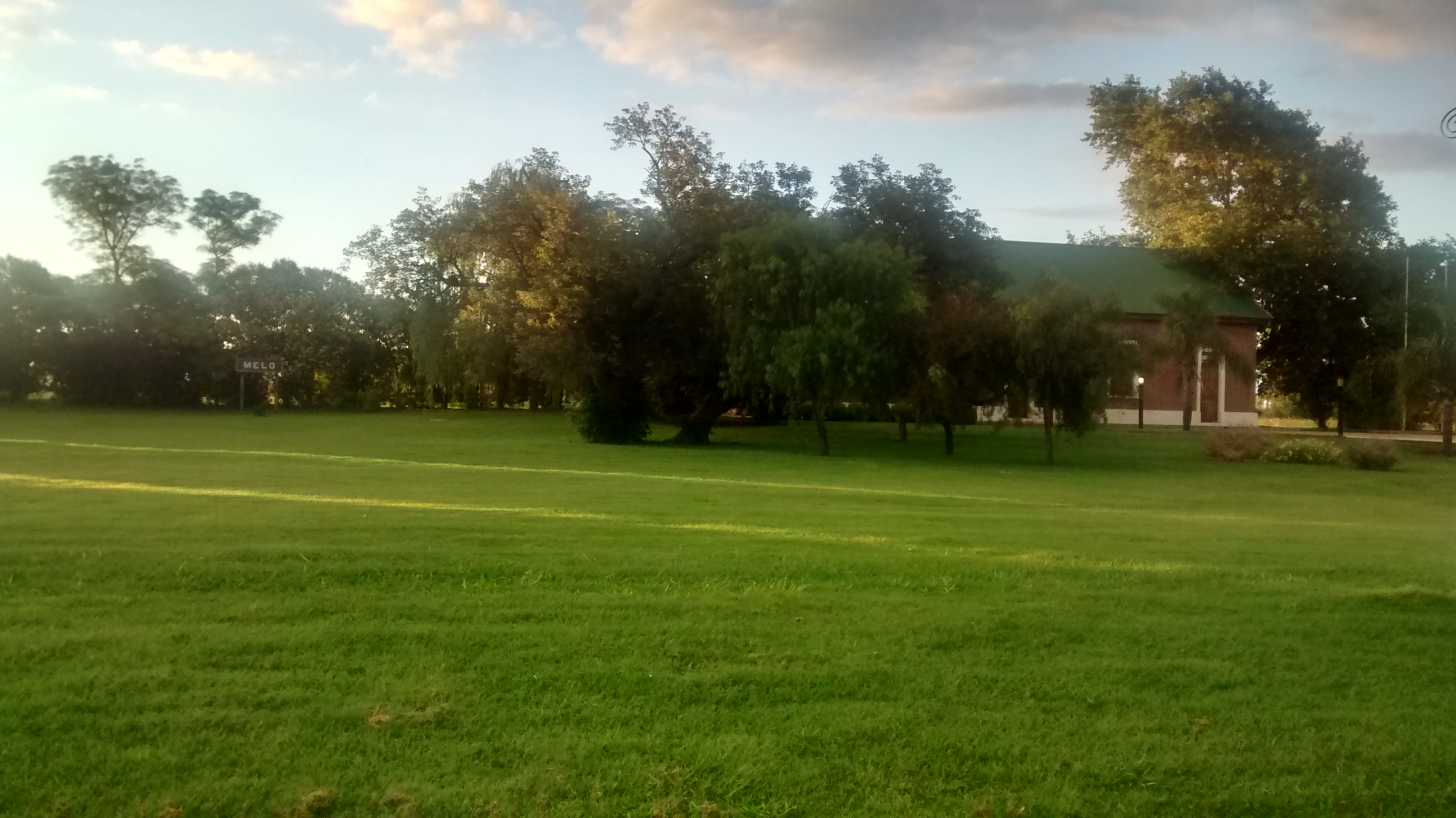
Antigua estación de ferrocarril

La localidad fue fundada el 14 de mayo de 1906, por el señor Pedro Pastor Bercetche. Tras el paso del primer ferrocarril, la primera casa fue la que se encuentra en calle Avellaneda, hoy de la señora Ana de Oviedo. Luego el pueblo fue forjado por sus habitantes, ya constituido en 1924 con la creación del plano oficial se loteó los terrenos para las nuevas generaciones. Se recuerda grandes tiendas la casa Martínez, casa López, casa Besso, casa Manno, entre otras pioneras.
Con el paso del tiempo se crearon varias Instituciones: Cooperativa F. E. M., Escuela a nivel Primario Centro Educativo Luis Pasteur fundado en 1927, Sociedad Italiana 1927, Iglesia Católica San Antonio de Padua en la década de 40, Centro Juvenil Agrario 1948, Club Belgrano 1942, Club Sportivo Melo 1949, Sociedad Rural 1982, los edificios del jardín de infantes Paula Albarracín 1991, Hogar de día 1991, I. P. E. A. 237 San Antonio 1987, Cooperativa Eléctrica 1962, Hogar de ancianos Cura Brochero 2013.
También podemos mencionar a las instituciones de Bomberos Voluntarios, Centro de Jubilados y Pensionados, Subcomisaria de Policías, Agrupación Gaucha Fortín Ramada, Centro de camioneros, consorcio caminero, biblioteca popular Juan Filloy, Centro Cultural Jorge Omar Abod, centro cívico Pedro Bercetche, entre otras.
Además el pueblo dispone de un centro de salud Américo Molina, Terminal de Ómnibus, Playón deportivo, Municipalidad, mini estadio Islas Malvinas.

## Economía
La principal actividad económica de la localidad es la agricultura seguida por la ganadería, siendo el principal cultivo la soja.
La industria se encuentra estrechamente relacionada con el campo.
Otra actividad de importancia es la producción láctea.

## Deportes

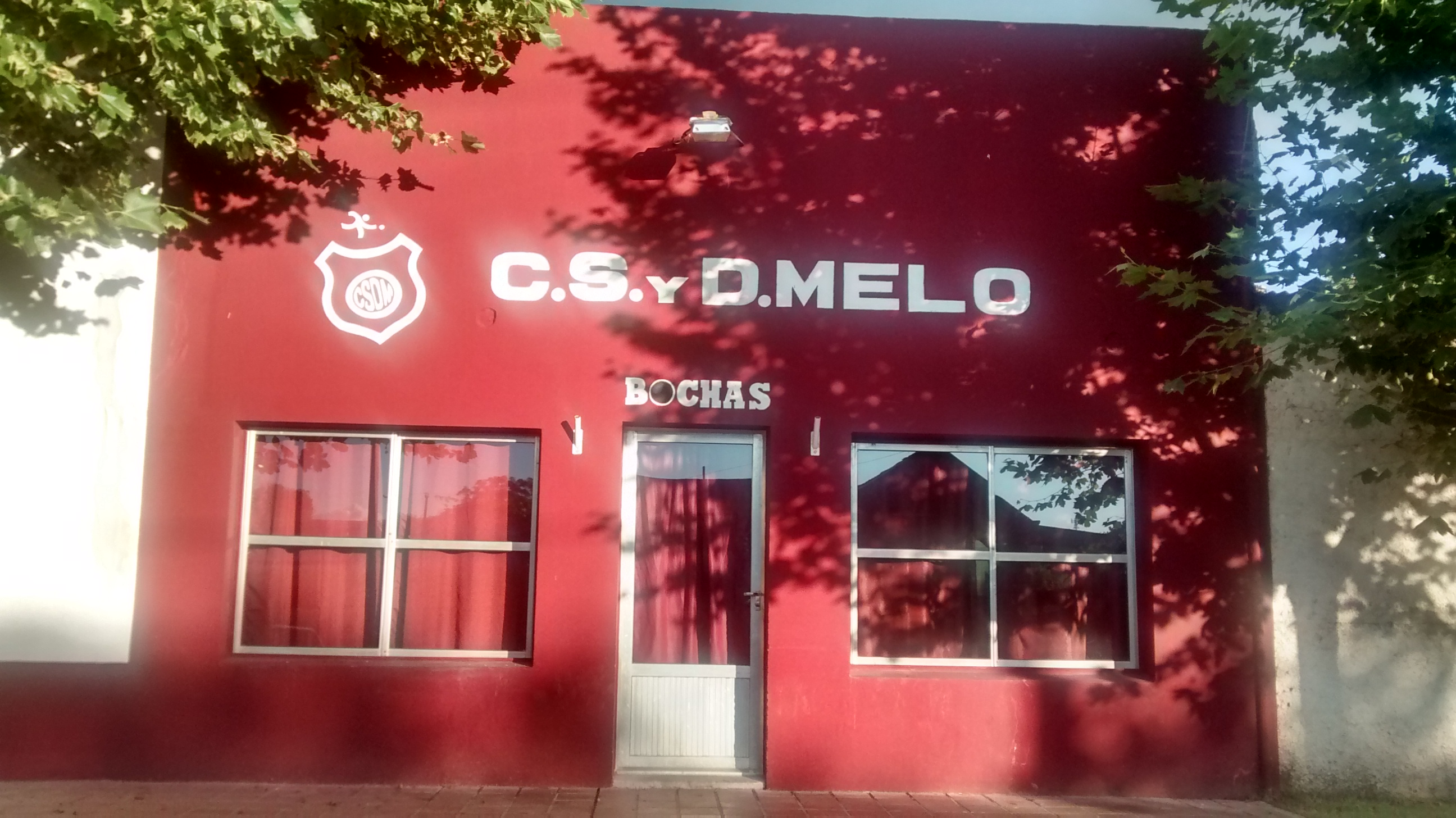
Sede del Club Social y Deportivo Melo

En la fase de deportes actuales están el Club Social y Deportivo Melo fundado el 28 de diciembre de 1980. Fue el primer campeón provincial de clubes, lo que le permitió representar a la provincia de Córdoba en el Torneo Regional 1982-83 que otorgaba clasificación al Campeonato Nacional de primera división de AFA. También logró los títulos 1982, clausura 1989, 2012, 2014 y Apertura 2024 como así también las Supercopas 2019 y 2024 de la Liga Regional de Fútbol de Laboulaye. 
El club de hockey Las Patas multi campeonas del torneo Unión del centro. 
En ciclismo Guillermo Guevara ganador de importantes competencias a nivel regional, como así también en maratones a Omar Iommi multi ganador de carreras. 
En automovilismo podemos mencionar a Norberto Gallo, Rubén Ristorto, Esteban Sarry, Federico Herrera copiloto de Oscar Gálvez multi campeón del turismo de carretera.
Además el recuerdo del médico de la selección Argentina década del 50 doctor Félix Berna.

## Medios de comunicación
El pueblo contiene dos medios de comunicación entre las que encontramos a S y S Producciones de Sergio Alecha y Sergio Moyano, canal de televisión desde 1996, Fm Melodías de Marcelo Carletti radio 99.1 de dial. Anteriormente se encontraba FM sensaciones de Dante Carletti y el diario Melo en la década del 40. 

## Gobierno

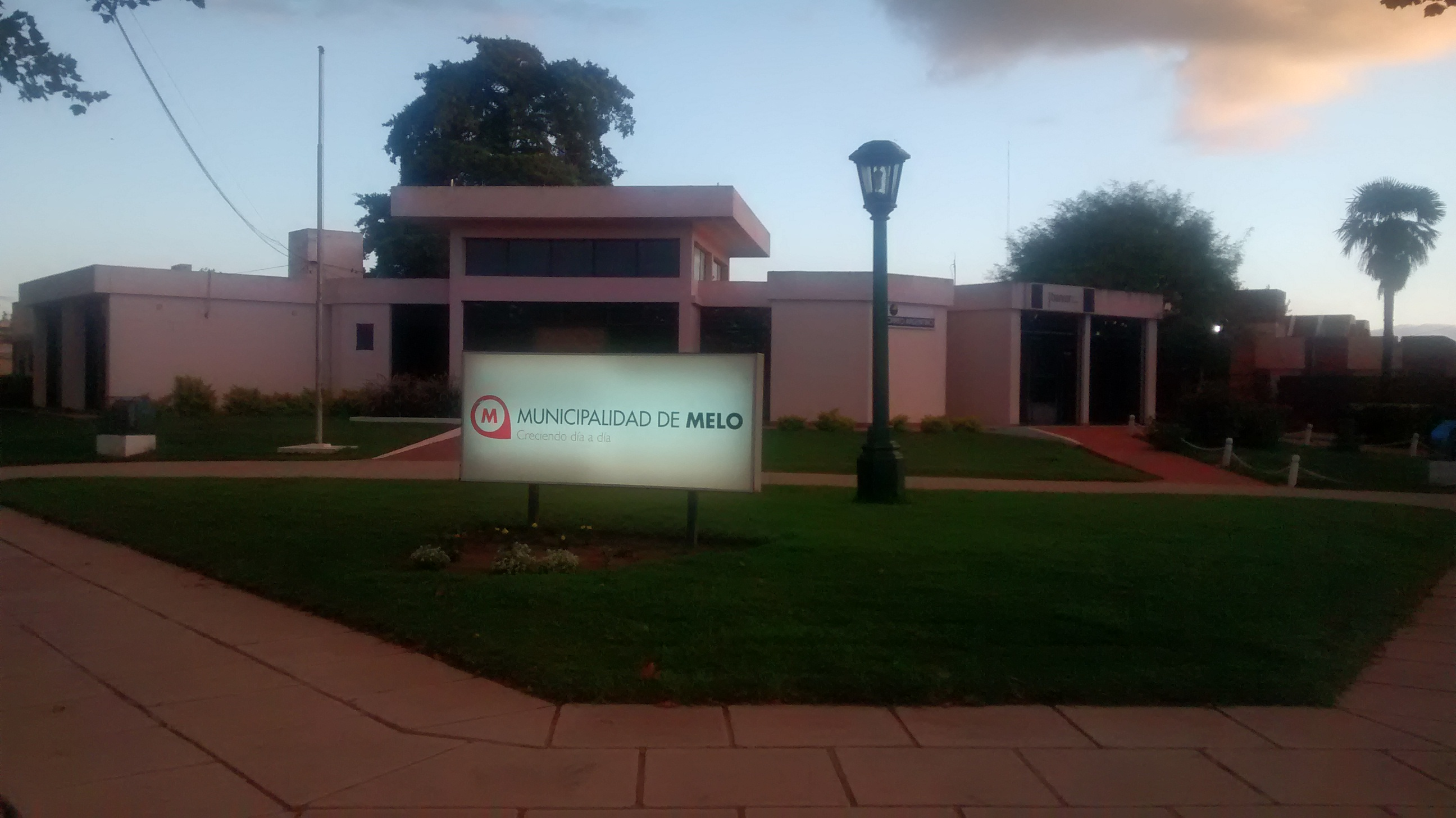
Municipalidad de Melo

Intendentes de Melo: 1942 Ramón López, 1946 Jorge Simondi, 1955 Francisco López, 1958 José Giordano, 1964 Ramón Vidal, 1962 Rodolfo Iguerabide, 1963 Ángela Elena Dutto, 1967 Enrique Anaya, 1973 Alberto José Conesa, 1981, Santiago María Garat, 1983 Antonio León Bufager, 2003 Jorge Omar Abod, 2005 Julián María López, 2013 Mariángeles Giordano, 2024 Carolina Ayraudo.

## Geografía

### Población
Cuenta con 1162 habitantes (Indec, 2022), lo que representa un descenso del 3% frente a los 1198 habitantes (Indec, 2010) del censo anterior.
| Gráfica de evolución demográfica de Melo entre 1991 y 2022 |
|                                                            |
| Fuente: Censos nacionales del INDEC                        |

### Clima
El clima de la zona es templado con estación seca, registrándose unas precipitaciones anuales de 700 mm aproximadamente. La localidad se encuentra situada cerca de los bañados de La Amarga.